# Spoorlijn Fives - Abbeville
De Spoorlijn Fives - Abbeville is een Franse spoorlijn die Fives bij Rijsel (Lille) met Abbeville verbindt. De lijn is 134,1 km lang en heeft als lijnnummer 289 000.

## Geschiedenis
De lijn werd aangelegd door de Compagnie des chemins de fer du Nord en werd in verschillende gedeeltes geopend tussen 1867 en 1879. Het gedeelte tussen Saint-Pol-sur-Ternoise en Abbeville werd gesloten tussen 1971 en 1987. De lijn is geheel dubbelsporig tot de aansluiting Fouquereuil en heeft een maximumsnelheid van 140 km/h.

## Treindiensten
De SNCF verzorgt het personenvervoer met TER-treinen.
| Serie | Treinsoort | Route                                             | Bijzonderheden |
| ----- | ---------- | ------------------------------------------------- | -------------- |
| K 50  | TER (SNCF) | Lille-Flandres – Béthune – Saint-Pol-sur-Ternoise |                |
| K 51  | TER (SNCF) | Lille-Flandres – Don-Sainghin – Lens              |                |
| C 50  | TER (SNCF) | Lille-Flandres – Don-Sainghin – Béthune           |                |
| C 51  | TER (SNCF) | Lille-Flandres – Don-Sainghin – Lens              |                |
| P 51  | TER (SNCF) | Béthune – Saint-Pol-sur-Ternoise                  |                |

## Aansluitingen
In de volgende plaatsen is of was er een aansluiting op de volgende spoorlijnen:
Fives
RFN 267 000, spoorlijn tussen Fives en Hirson
RFN 269 000, spoorlijn tussen Fives en Baisieux
RFN 272 000, spoorlijn tussen Paris-Nord en Lille
RFN 273 308, raccordement voie RV van Lille
RFN 277 100, raccordement van Saint-Sauveur
RFN 278 000, spoorlijn tussen Fives en Moeskroen (grens)
aansluiting Justice
RFN 273 300, raccordement van Ronchin
Haubourdin
RFN 289 306, raccordement van Santes
RFN 292 000, spoorlijn tussen Haubourdin en Saint-André
Wavrin
RFN 293 000, spoorlijn tussen Wavrin en Armentières
Don-Sainghin
RFN 265 000, spoorlijn tussen Templeuve en Don-Sainghin
RFN 286 000, spoorlijn tussen Lens en Don-Sainghin
La Bassée-Violaines
RFN 288 000, spoorlijn tussen Bully-Grenay en La Bassée-Violaines
Violaines
RFN 286 610, spoorlijn tussen Lens en Violaines
RFN 288 000, spoorlijn tussen Bully-Grenay en La Bassée-Violaines
Beuvry
RFN 289 616, stamlijn Béthune 1
RFN 289 618, stamlijn Béthune 2
RFN 290 000, spoorlijn tussen Beuvry en Béthune-Rivage
Béthune
RFN 301 000, spoorlijn tussen Arras en Dunkerque-Locale
Fouquereuil
RFN 301 000, spoorlijn tussen Arras en Dunkerque-Locale
RFN 301 616, stamlijn Fouquereuil
Brias
RFN 309 000, spoorlijn tussen Bully-Grenay en Brias
Saint-Pol-sur-Ternoise
RFN 307 000, spoorlijn tussen Arras en Saint-Pol-sur-Ternoise
RFN 308 000, spoorlijn tussen Saint-Pol-sur-Ternoise en Étaples
Frévent
RFN 305 000, spoorlijn tussen Saint-Roch en Frévent
Conteville
lijn tussen Conchil-le-Temple - Achiet-le-Petit
Abbeville
RFN 311 000, spoorlijn tussen Longueau en Boulogne-Ville
RFN 323 000, spoorlijn tussen Abbeville en Eu

## Elektrische tractie
Het gedeelte tussen Fives en Fouquerueil werd tussen 1958 en 1988 geëlektrificeerd met een spanning van 25.000 volt 50 Hz.